# Obština Levski
Obština Levski (bulharsky Община Левски) je bulharská jednotka územní samosprávy v Plevenské oblasti. Leží ve středním Bulharsku v Dolnodunajské nížině na úpatí Předbalkánu. Správním střediskem je město Levski, kromě něj zahrnuje obština 12 vesnic. Žije zde zhruba 19 tisíc stálých obyvatel.

## Sídla
- Asenovci[p 1]
- Asparuchovo[p 1]
- Bălgarene[p 1]
- Božurluk
- Gradište[p 1]
- Izgrev[p 1]
- Kozar Belene[p 1]
- Levski[p 1][p 2] (sídlo správy)
- Malčika[p 1]
- Obnova[p 1]
- Stežerovo[p 1]
- Trănčovica[p 1]
- Varana

## Sousední obštiny
| Růžice kompasu | Pleven  | Nikopol        | Belene    | Růžice kompasu |
| Růžice kompasu | Pordim  | Sever          | Svištov   | Růžice kompasu |
| Růžice kompasu | Pordim  | Obština Levski | Svištov   | Růžice kompasu |
| Růžice kompasu | Pordim  | Jih            | Svištov   | Růžice kompasu |
| Růžice kompasu | Letnica | Suchindol      | Pavlikeni | Růžice kompasu |

## Obyvatelstvo
V obštině žije 19 117 obyvatel a je zde trvale hlášeno 20 077 obyvatel. Podle sčítání 7. září 2021 bylo národnostní složení následující:
- Bulhaři: 13 557 (92.1 %)
- Turci: 646 (4.4 %)
- Romové: 463 (3.1 %)
- ostatní: 61 (0.4 %)

V období 2011 až 2021 v obštině ubylo 3 307 obyvatel.